# Wyrzysk
Wyrzysk é um município da Polônia, na voivodia da Grande Polônia e no condado de Piła. Estende-se por uma área de 4,12 km², com 5 174 habitantes, segundo os censos de 2016, com uma densidade de 1255,8 hab/km².